# تالهایم (زاکسن)
شهر تالهایم (به آلمانی: Thalheim) در ایالت زاکسن در کشور آلمان واقع شده‌است.